# Polydactylus siamensis
Polydactylus siamensis är en fiskart som beskrevs av Motomura, Iwatsuki och Yoshino 2001. Polydactylus siamensis ingår i släktet Polydactylus och familjen Polynemidae. Inga underarter finns listade i Catalogue of Life.